# Tombe de Mezek
La tombe de Mezek est un monument funéraire de type tholos située dans le piédmont des Rhodopes de l'est, non loin du village éponyme de Mezek, en Bulgarie du sud. Bogdan Filov, premier archéologue à avoir étudié ce monument, émet l'hypothèse que son aspect architectural l'apparente aux tholoi mycéniennes et à certains monuments funéraires de Asie Mineure,. L'archéologue bulgare Vasil Mikov avait émis une hypothèse similaire, mais revenait plus tard sur celle-ci pour la remplacer par une hypothèse de l'origine locale, thrace, des monuments à coupole découverts en Bulgarie, incluant celui de Mezek. Selon Mikov, l'origine des tombes comme celle de Mezek devrait être recherchée dans les monuments taillés dans les parois rocheuses en Thrace, ainsi que dans les dolmens thraces,.  
Les vestiges d'un autre monument à coupole, appelé Kurt-kalé,,,, ont été découverts  à quelques kilomètres à l'ouest de la tombe de Mezek, dans les hauteurs des Rhodopes.  

## Histoire
La tombe a été découverte le 19 janvier 1931 dans le remblai du tumulus appelé Mal-tépé (tumulus des pilleurs), lors de fouilles clandestines faites par les villageois locaux. Lorsqu'ils découvrirent la tombe dans le remblai du tumulus qu'ils pillaient depuis au moins la première décennie du XXe siècle, les fouilleurs improvisés ont rapporté leur découverte aux autorités. Moins de cinq jours plus tard, le 23 janvier, les archéologues Bogdan Filov et Ivan Velkov de l'Institut d'archéologie situé à Sofia procédaient à une première étude des trouvailles. Ils revenaient deux jours plus tard afin de débuter une analyse plus approfondie du tumulus et du monument. Un déblaiement attentif et des sondages ont révélé l'entrée du corridor de la tombe. Une investigation plus approfondie de l'intérieur du monument a permis sa documentation photographique et l'élaboration de plans relativement détaillés terminés en août 1931. 
Alors que certains objets ont été trouvés à l'intérieur du monument par les archéologues, l'information concernant l'emplacement et l'identité de plusieurs trouvailles décrites et interprétées par ces derniers provenait uniquement d'entrevues avec les pilleurs de la tombe, ainsi qu'avec un enseignant du village.

## Description
Le monticule recouvrant la tombe de Mezek est haut de 14 m et présente un diamètre de 90 m,. Le remblais du tumulus provenait de l'endroit de sa construction, comme indiqué par la fosse faisant le tour du monticule.
La tombe est construite en blocs de rhyolite et de tuf. Ces blocs, de taille et de forme régulière, composent une façade, un corridor (ou dromos), deux pièces de plan rectangulaire et une pièce de plan circulaire. Le corridor est long de 20,65 m, haut entre 2,40 m et 2,60 m et large de 1,55 m. Les deux pièces de plan rectangulaire, identifiées comme antichambres,, mesurent 1,26 m de large, 1,50 m de long et 3,20 m de haut et 1,77 m de large, 2,12 m de long et 3,52 m de haut respectivement. La dernière pièce, ou chambre funéraire,, présente un diamètre maximal de 3,30 m et une hauteur maximale de 4,30 m.